# Counter-Strike no esporte eletrônico
As competições profissionais de Counter-Strike são alguns dos torneios de esporte eletrônico mais populares do mundo. Elas envolvem jogadores e organizações profissionais competindo no jogo de tiro em primeira pessoa (FPS) publicado pela Valve. O jogo original, lançado em 1999, é uma modificação (mod) desenvolvida para o jogo Half-Life, publicado pela mesma empresa. Atualmente, o principal jogo da franquia que é jogado competitivamente é o mais recente deles, o Counter-Strike 2, lançado em 2023.
As competições são jogadas dentro de mapas do jogo sorteados ou decididos entre os participantes ou os organizadores dos eventos. Uma partida é dividida em 30 rodadas, podendo ir para prorrogações caso ocorra um empate com 15 rodadas para cada lado. Duas equipes de cinco jogadores cada se enfrentam, uma no lado dos terroristas (TR) e outra no lado dos contra-terroristas (CT), havendo a troca de lados na metade das rodadas. O objetivo do jogo é vencer mais que a metade das rodadas antes que seu adversário as vença. Para isso, eles precisam abater dentro de jogo seus oponentes até não restar nenhum em cada rodada. Os terroristas também podem vencer uma rodada caso armem e explodam a bomba, enquanto os contra-terroristas vencem caso consigam desarmá-la antes de explodir.

## História
A série Counter-Strike tem mais de 20 anos de história competitiva começando com o Counter-Strike original. Os torneios para as primeiras versões do jogo são realizados desde 2000, mas o primeiro torneio internacional de prestígio foi realizado em Dallas, Texas, no campeonato de inverno da Cyberathlete Professional League (CPL) de 2001, vencido pela equipe sueca Ninjas in Pyjamas. O torneio ofereceu um prêmio total de US$ 150.000 e ficou conhecido como o primeiro grande campeonato internacional do jogo.  A última atualização significativa do jogo Counter-Strike original foi a versão 1.6 em 2003, e assim o jogo ficou conhecido como Counter-Strike 1.6 (CS 1.6).

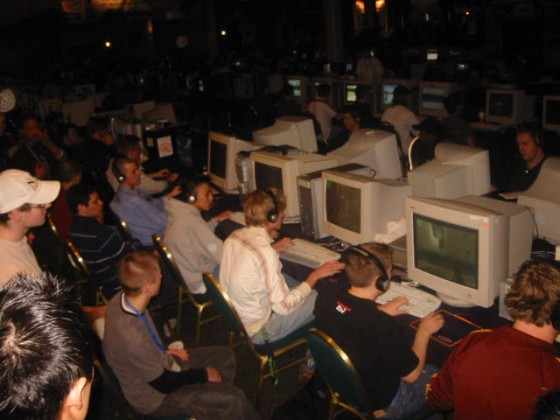
Torneio de Counter-Strike da CPL em 2001

Em 2002, os World Cyber Games (WCG) se tornaram o próximo torneio a sediar o Counter-Strike competitivo, seguido pela Electronic Sports World Cup (ESWC) em 2003. Estes, junto com os torneios da CPL bianuais, foram os torneios dominantes do CS 1.6 até 2007. CPL deixou de operar em 2008, mas outra organizadora, a ESL, adicionou o Counter-Strike à sua série de torneios Intel Extreme Masters (IEM). Esses torneios continuaram por quatro anos. Os anos de 2002-07 são considerados a primeira Era de Ouro do Counter-Strike, já que a popularidade e participação de mercado do jogo eclipsaram todos os outros jogos na incipiente indústria de esportes eletrônicos na época.
A primeira sequência oficial foi o Counter-Strike: Source (CS:S), lançado em 1º de novembro de 2004. O jogo foi criticado pela comunidade competitiva, que acreditava que o teto de habilidade do jogo era significativamente menor do que o do CS 1.6. Isso causou uma divisão na comunidade competitiva sobre qual jogo jogar competitivamente. Valve, patrocinadores e organizadores de torneios estavam defendendo que o novo CS:S fosse jogado em torneios, mas a grande maioria dos jogadores profissionais se recusou a jogá-lo devido às suas deficiências percebidas. As competições de Counter-Strike diminuíram gradualmente em popularidade durante o final dos anos 2000 e início dos anos 2010. Isso se deveu em parte ao cenário competitivo fraturado, mas também devido ao recém-chegado gênero de jogos MOBA superando o domínio anterior do Counter-Strike no mercado de esportes eletrônicos baseado em equipe.
O lançamento de Counter-Strike: Global Offensive (CS:GO) em 2012 reuniu a comunidade competitiva de Counter-Strike, inaugurando uma nova era de relevância dos esportes eletrônicos para a franquia. Inicialmente, o jogo foi criticado por ter uma jogabilidade desequilibrada, mecânica ruim e alguns bugs. No entanto, em vários meses, a jogabilidade melhorou após as atualizações da Valve. O advento dos serviços de streaming de videogames, como a Twitch, aumentou a popularidade do competitivo de Counter-Strike. Em 16 de setembro de 2013, a Valve anunciou uma premiação de US$ 250.000 financiada pela comunidade para seu primeiro Campeonato Major de CS:GO; o dinheiro foi financiado por meio da atualização "Arms Deal", que criou cosméticos no jogo na qual os jogadores podiam comprar. A Valve também anunciou que o primeiro Major aconteceria na Suécia no DreamHack Winter 2013. Os Majors patrocinados pela Valve continuariam a ser os torneios mais importantes e prestigiados na cena de esporte eletrônico do Counter-Strike: Global Offensive.
Em outubro de 2015, várias organizações profissionais de esportes eletrônicos com equipes de Counter-Strike anunciaram a formação de um sindicato que estabeleceu várias demandas para a participação em torneios futuros. O anúncio foi um e-mail publicado publicamente escrito por Alexander Kokhanovsky, CEO da Natus Vincere, que foi enviado aos organizadores dos principais eventos de esportes eletrônicos. As equipes que faziam parte da união incluíam Natus Vincere, Team Liquid, Counter Logic Gaming, Cloud9, Virtus.pro, Team SoloMid, Fnatic, Ninjas in Pyjamas, Titan e Team EnVyUs. As equipes nesta união não participariam de torneios de Counter-Strike: Global Offensive com premiação inferior a US$ 75.000. Em 2016, a World eSports Association (WESA) foi fundada pela ESL com muitas equipes de esportes eletrônicos, incluindo Fnatic, Natus Vincere, Team EnVyUs e FaZe Clan, embora FaZe Clan tenha saído logo após a formação da liga. Em seu anúncio, a WESA disse que iria "profissionalizar ainda mais os esportes eletrônicos, introduzindo elementos de representação do jogador, regulamentos padronizados e divisão de receita para as equipes". Eles também planejaram ajudar os fãs e organizadores "procurando criar cronogramas previsíveis".

## Sistema de torneios
Os torneios de Counter-Strike podem ser organizados por qualquer entidade, e não possuem um único organizador oficial do evento (como a FIFA no futebol, por exemplo). Os Campeonatos Majors, patrocinados pela Valve e realizados por diferentes organizadores duas vezes por ano, são os torneios de maior prestígio, embora possam não ter necessariamente os prémios mais elevados. A maioria das grandes equipes compete, na maioria das vezes, em torneios mundiais que reúnem equipes de todos os cantos do mundo. Alguns dos principais torneios mais notáveis são organizados pela ESL, como o Intel Extreme Masters e a ESL Pro League, e pela BLAST, como a série BLAST Premier. Torneios que não possuem caráter mundial são normalmente organizados para equipes de nível inferior, servindo como classificatórias para os torneios principais.
As classificações das equipes são publicadas pela HLTV e ESL, que usam vários critérios para determinar as equipes melhor classificadas nos torneios mais recentes. Essas classificações são então usadas por alguns organizadores de torneios para convidar equipes diretamente, dependendo de sua classificação. Em 2023, a Valve anunciou que a partir de 2025, apenas o sistema oficial de classificação da Valve poderia ser usado para gerar convites, e todos os outros eventos de “grande escala” precisariam usar qualificatórias abertas.

## Cobertura da mídia
Historicamente, os campeonatos de Counter-Strike eram dirigidos a uma pequena audiência de nicho, com pouca representação nos meios de comunicação de massa, como a televisão. Com isso, a cobertura dos jogos é feita hoje, em sua maioria, através da internet. São poucos os canais que dão alguma atenção a esse gênero. Em 2020, o canal brasileiro de televisão SporTV do Grupo Globo fechou uma parceria para a transmissão de torneios de Counter-Strike: Global Offensive na televisão.

## Controvérsias

### Trapaça
A trapaça, principalmente por meio do uso de hacks de software em servidores on-line, tem sido um problema ao longo da história do Counter-Strike e geralmente resulta em banimento do jogo se descoberto. Um banimento Valve Anti-Cheat (VAC) é a forma mais comum de banir jogadores. VAC é um sistema desenvolvido pela Valve para detectar trapaças em computadores. Sempre que um jogador se conecta a um servidor protegido por VAC e um cheat é detectado, o usuário é expulso do servidor, recebe um banimento vitalício permanente e é impedido de jogar em qualquer servidor protegido por VAC. Jogadores profissionais jogam on-line em servidores de plataformas independentes hospedados por ligas como ESEA ou Faceit, que possuem programas proprietários antitrapaça.
Em 2020, a Esports Integrity Commission (ESIC) baniu mais de 37 treinadores devido ao abuso de uma falha do modo espectador. A Valve também puniu esses treinadores de vários Majors de CS:GO com a gravidade dependente do número de vezes que a falha foi abusada.
Em 15 de abril de 2021, a Valve atualizou as diretrizes do evento para permitir que jogadores com contas banidas pelo VAC competissem novamente em eventos patrocinados pela Valve. As regras atualizadas declaram: Um banimento VAC só desqualificará um jogador de um evento se tiver sido recebido menos de 5 anos antes ou se tiver sido recebido a qualquer momento após sua primeira participação em um evento patrocinado pela Valve.

### Combinação de resultados
Os jogadores também foram banidos por manipulação de resultados. Em agosto de 2014, duas equipes de CS:GO, iBUYPOWER e NetcodeGuides.com, estiveram envolvidas em um escândalo de manipulação de resultados que foi citado como "o primeiro grande escândalo de manipulação de resultados" na comunidade CS:GO. iBUYPOWER, que era o favorito para vencer, perdeu em uma retumbante derrota de 16 a 4 para o NetcodeGuides.com. Mais tarde, foi descoberto em uma dica para o Dot Esports que a partida foi manipulada.
Em 20 de janeiro de 2021, a ESIC emitiu sanções contra 35 jogadores por ofensas relacionadas a apostas, principalmente na cena de CS:GO australiana.
Em 31 de março de 2021, o comissário do ESIC, Ian Smith, revelou que o Federal Bureau of Investigation (FBI) está agora envolvido na investigação em andamento sobre manipulação de resultados no Counter-Strike norte-americano, que está em andamento desde setembro 2020. A ESIC está colaborando com a aplicação da lei federal como parte de uma investigação maior sobre jogadores subornados para manipular partidas por "sindicatos de apostas" externos.

### Jogo de apostas
Após a introdução de visuais (em inglês: skins) de armas no Counter-Strike: Global Offensive com a atualização Arms Deal em agosto de 2013, uma economia virtual se formou em torno dos visuais com base na raridade e conveniência. Por causa disso, vários sites de troca de visuais e jogos de azar usando a API do Steamworks foram criados. Inicialmente, esses sites se concentravam em apostar visuais nos resultados de partidas profissionais e semiprofissionais de CS:GO, na linha das apostas esportivas. No entanto, alguns desses sites começaram a oferecer a funcionalidade de jogo de cassino em 2015, permitindo que os usuários apostassem suas skins no resultado de rodadas de roleta, cara ou coroa, jogadas de dados e outros jogos de azar. Fãs apostaram quase US$ 5 bilhões em skins de CS:GO. Em junho e julho daquele ano, dois processos foram movidos contra sites de jogos de azar específicos e a Valve, argumentando que a Valve permitia que seus skins fossem usados para jogos ilegais de menores. A Valve começou a tomar medidas para impedir que esses sites usassem o Steamworks para fins de jogos de azar, e vários dos sites pararam de funcionar como resultado. Em julho de 2018, a Valve desativou a abertura de contêineres na Bélgica e na Holanda depois que as loot boxes do jogo pareciam violar as leis de jogos de azar holandesas e belgas. No entanto, algumas partes tentaram contestar as regras de jogo da Valve.